# Lorettoberg (Freiburg im Breisgau)

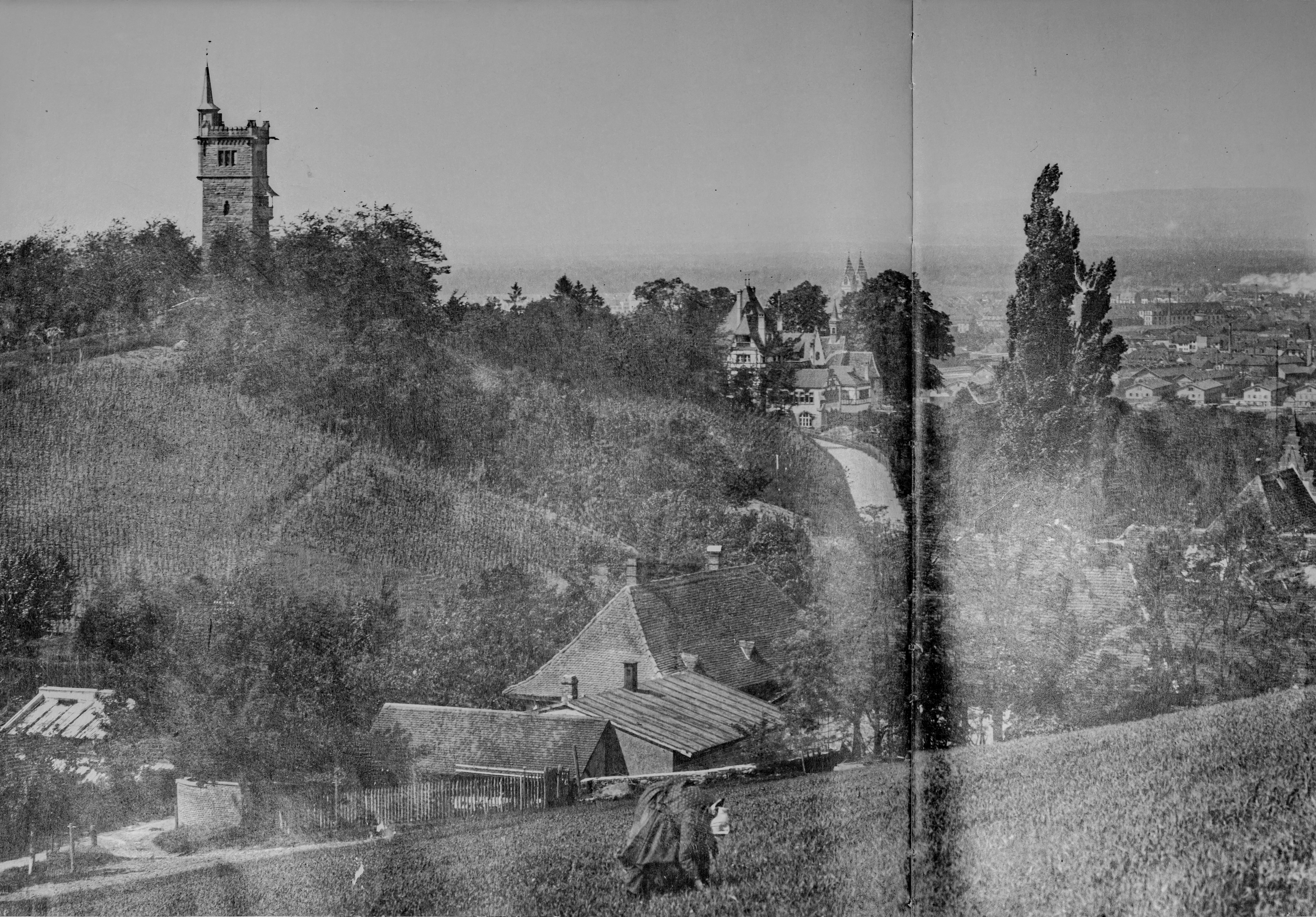
Der Lorettoberg, mit Hildaturm, Schloss-Café und Lorettokapelle von 1906

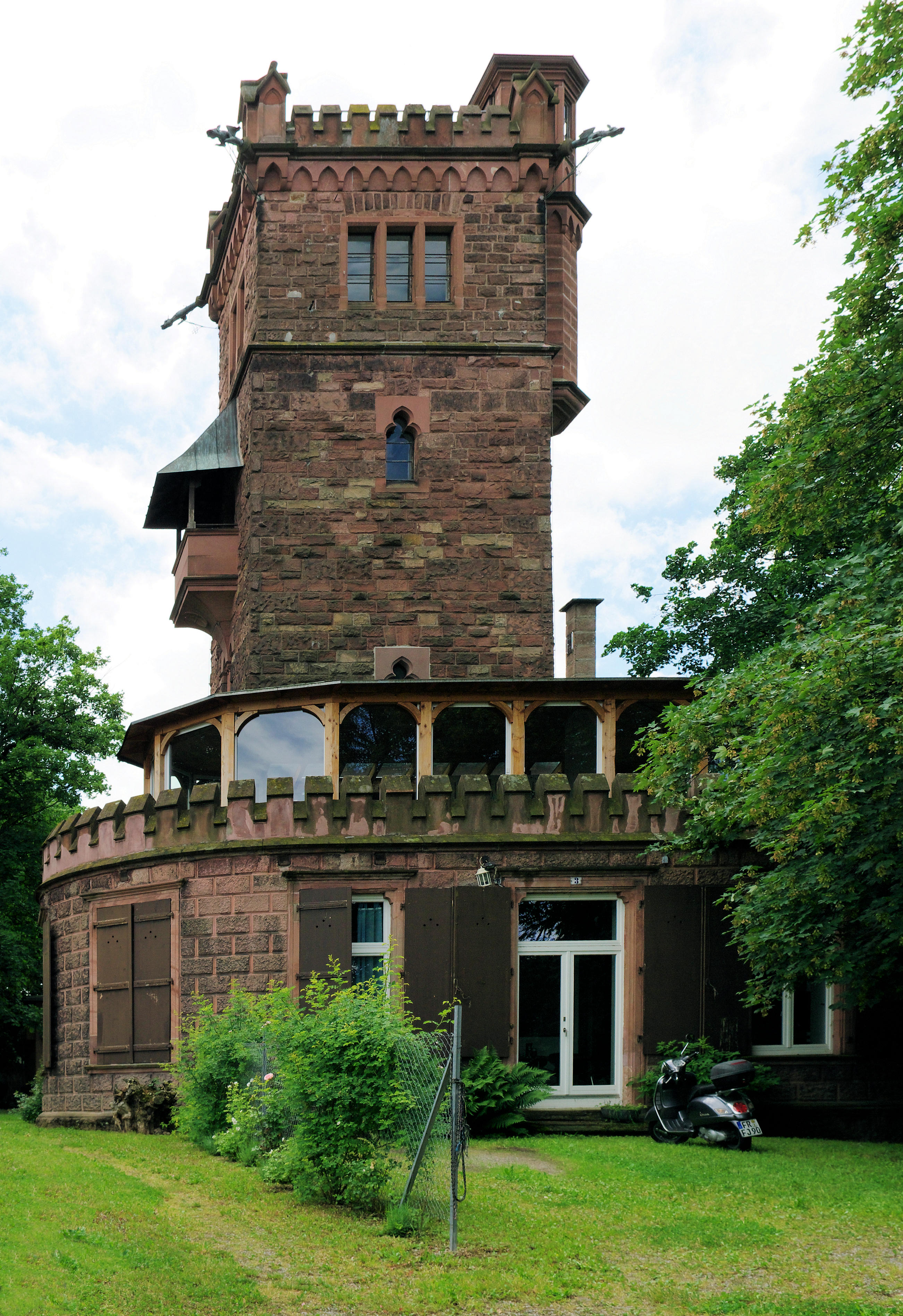
Hildaturm

Der Lorettoberg, der in Freiburg auch Josephsbergle genannt wird, ist ein Höhenrücken im Südwesten des Stadtteils Wiehre in der Stadt Freiburg im Breisgau. An seiner höchsten Stelle ist er bewaldet und 384,5 m ü. NHN hoch. Er teilt den Bezirk Unterwiehre-Süd, grenzt im Westen an den Stadtteil Vauban und im Süden an den Stadtteil Günterstal und die Gemeinde Merzhausen. 500 m nördlich des „Gipfels“ befindet sich ein 348 m ü. NHN hoher Bergsporn (⊙), in dessen Nähe die namensgebende Lorettokapelle steht: der Name leitet sich vom nach dem Petersdom in Rom zweitwichtigsten italienischen (Marien-)Wallfahrtsort Loreto her. Mit dem sich ebenfalls auf der Höhe befindlichen Schloss-Café ist der Lorettoberg ein beliebtes Ausflugs-, Spaziergangs- und Naherholungsziel.

## Geologie
Durch den Lorettoberg zieht sich die östliche Hauptrand-Verwerfung des Oberrheingrabens; durch den Berg hindurch führt der Lorettotunnel die Höllentalbahn. Beim Ausmauern des Tunnels wurde ein „geologisches Fenster“ offen gelassen, in dem die Verwerfung zu sehen ist und das weitere Absinken des Oberrheingrabens gemessen wird.

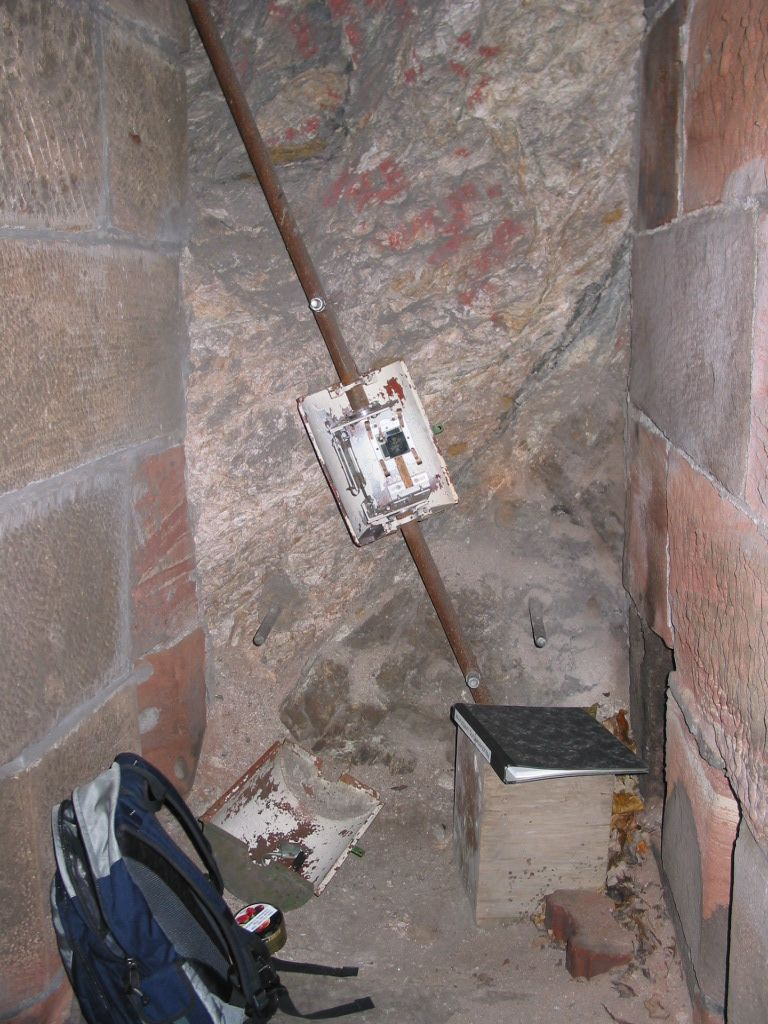
Aufschluss mit der Schwarzwald Hauptrandverwerfung

## Bauwerke

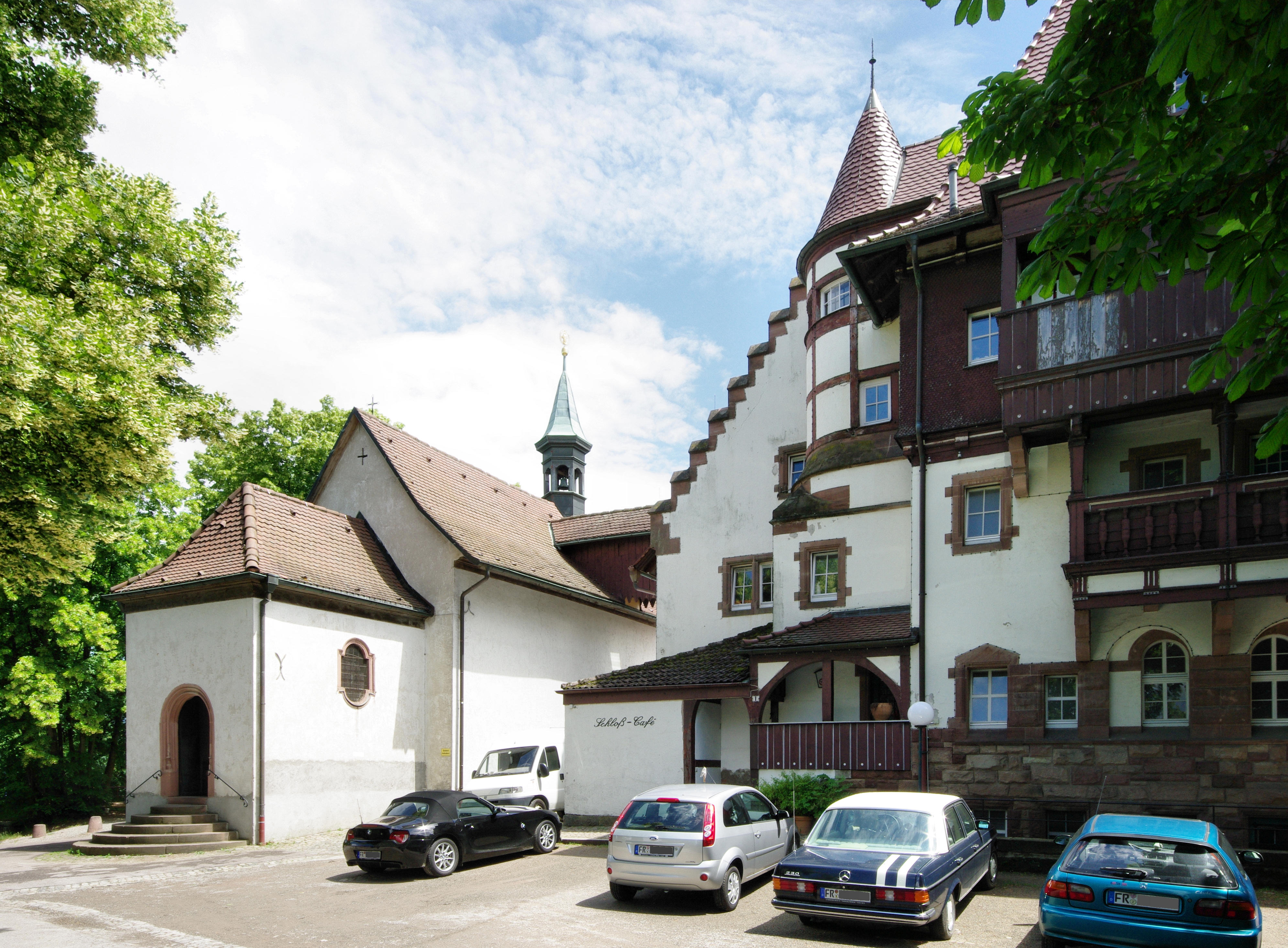
Loretto-Kapelle und Schloss-Café

Auf dem Bergsporn nördlich des Gipfels steht der etwa 22,6 Meter hohe Hildaturm aus dem Jahr 1886. Er ist im Stil eines mittelalterlichen Bergfrieds errichtet und soll an den Tag erinnern, an dem Hilda von Nassau, die letzte Großherzogin von Baden, nach ihrer Heirat mit dem badischen Erbgroßherzog Friedrich II. in Freiburg einzog. In den Sommermonaten kann die 19,86 Meter hohe Aussichtsplattform an ausgewählten Wochentagen bestiegen werden.
Etwas nördlich des Hildaturms steht die aus drei aneinander gebauten Einzelkapellen bestehende, von Freiburger Bürgern 1657 gestiftete Lorettokapelle. Sie erinnert an blutige Kämpfe um den Lorettoberg 1644 (Schlacht bei Freiburg im Breisgau), die u. a. der Dichter Reinhold Schneider beschrieben hat, der am Lorettoberg lebte. Daneben befindet sich in dem 1902 als „Gasthaus Lorettoberg“ im Jugendstil errichteten Gebäude das „Schloss-Café“. An gleicher Stelle stand zuvor das im 19. Jahrhundert errichtete so genannte „Bruderhaus“, das jedoch letztlich zu klein geworden war, um die Menge an Besuchern bewirten zu können und schließlich dem heutigen Bau weichen musste.
Von dieser Stelle aus beobachtete im Jahr 1744 während des Erbfolgekrieges der französische König Ludwig XV. die Beschießung Freiburgs durch seine Truppen. Eine Kanonenkugel, die ihn fast getroffen hätte, ist an der Lorettokapelle eingemauert. Etwas nordwestlich davon liegt an der Westseite ein jetzt noch erkennbarer ehemaliger Steinbruch, wo im Mittelalter Steine für das Freiburger Münster gebrochen wurden. Am Lorettoberg sind noch weitere Steinbrüche und Tongruben bekannt, die teilweise schon im Mittelalter genutzt wurden. Eine Restgrube ist zum Beispiel der untere Schlierbergweiher, der eine Tongrube war, bei einer Sprengung im Jahre 1896 wurde die wasserführende Schicht verletzt und die Grube lief voll, daraufhin wurde die Nutzung aufgegeben.
Auf seiner Ostflanke ist der Lorettoberg locker bebaut, großenteils mit Gründerzeit-Villen, die zwischen 1870 und 1914 errichtet wurden. Auf der Westseite, die teilweise Schlierberg genannt wird, war die lockere Bebauung überwiegend aus der zweiten Hälfte des 20. Jahrhunderts. Seit dem 21. Jahrhundert wird sie verdichtet. Schon 2013 und 2018 wollte die Stadt einen Bebauungsplan auf den Weg bringen, doch ohne diesen wurden Bauprojekte genehmigt, gegen deren Überdimensionierung es Proteste gibt. Ferner sind dort Rebhänge zu finden, die zum Staatlichen Weinbauinstitut Freiburg gehören, neuerdings in seiner Nachbarschaft an der an seinem Fuße verlaufenden Merzhauser Straße in einem ungewöhnlichen, mehrstöckigen Passivhaus aus Holz auch das Haus der Bauern, die Hauptgeschäftsstelle des Badischen Landwirtschaftlichen Hauptverbandes (BLHV).
Einige der Villen auf dem Lorettoberg sind Häuser von Studentenverbindungen. Auf der Ostseite befindet sich das katholische Loretto-Krankenhaus und am Fuß der Anhöhe das Lorettobad, ein Freibad mit einem nur Frauen und Kindern zugänglichen „Damenbad“, wahrscheinlich eines der letzten nur Frauen zugänglichen Freibäder Deutschlands. Von dort (Ecke Loretto-/Mercystraße) führt ein Fußweg, der so genannte Bergleweg zur Kapelle hinauf. Auf ihm verlaufen der Jakobsweg und der Zähringer-Wanderweg. Vor dem Anstieg liegt rechts das Chalet Widmer, ein Fertighaus im Schweizer Stil aus dem Jahre 1887, das im selben Jahr auf der oberrheinischen Gewerbeausstellung gezeigt wurde und inzwischen unter Denkmalschutz steht. Weiter südlich befindet sich die Forstliche Versuchs- und Forschungsanstalt Baden-Württemberg und das „Waldhaus“, ein von einer gemeinnützigen Stiftung getragenes Bildungs- und Informationszentrum zu den Themen Wald und Nachhaltigkeit.
Nördlich des Lorettoberges verläuft der FR 8 durch die Lorettostraße, westlich der FR 7. Am südwestlichen Fuß steht der Heliotrop des Architekten Rolf Disch, der auch die nahe gelegene Solarsiedlung im Stadtteil Vauban geplant hat.
Seit 2013 gab es drei Versuche des Bauausschuss' des Gemeinderats einen Bebauungsplan für den Lorettoberg zu erstellen, denn anstatt der früheren Villen und Einfamilienhäuser wurden zunehmend mehrgeschossige burgähnliche Wohnhäuser unter maximaler Ausnutzung der Grundstücke gebaut, oft umgeben von einer hohen Mauer mit Überwachungskamera. Nach einer Bürgerbeteiligung und Bestandsaufnahme ist für 2022 die Offenlage des Bebauungsplanverfahrens vorgesehen. Wilhelm Sievers vom Bürgerverein Mittel- und Unterwiehre meint jedoch, der Plan käme sowieso zu spät.

## Sonstiges
Im Kriminalroman Lorettoberg von Volkmar Braunbehrens werden in der Villengegend am Osthang des Lorettoberges zwei Menschen ermordet.
Seit 1953 findet am letzten Sonntag vor Weihnachten ein Christmettspiel statt. Das von Wilhelm Fladt geschriebene Stück beruht auf alten Schwarzwälder Überlieferungen und wird von einer Laienspielgruppe des Bundes „Heimat und Volksleben“ in alemannischer Mundart aufgeführt. Die Aufführung beginnt am unteren Ende des Berglewegs und endet bei der Lorettokapelle.